# Географија Туниса
Тунис покрива 163.610 km² што га чини најмањом државом у Магребу. Рељеф Туниса поприлично је другачији од рељефа регије. Земља има велику обалу (1 298 km). Кроз земљу се у смеру југозапад-североисток протеже планински ланац, који је део источног дела Атласа. Између планина у тој регији налазе се долине и плодне равнице. Највиша је тачка Ђебел Чамби (1544 m), а просечна је висина 700 m. Сахара, која се налази на југу земље, покрива око 40% територија Туниса.
Најважнији је водоток река Међерда која се улива у Туниски залив.
Најважнија природна богатства су: нафта, фосфати, гвожђара, олово, цинк, со и обрадива земљишта.

### Клима
Клима Туниса подложна је средоземним и сахарским утицајима. Састоји се од седам биоклиматских зона између којих постоји велика разлика у могућностима узгоја. Највећу климатски границу између севера и остатка земље чини туниски планински ланац који одваја медитеранску и сахарску климу.
Годишњи број падавина варира кроз регије:
- око 1 000 милиметара на северу
- око 380 милиметара у средишњем делу
- око 300 милиметара на југу

Летњу сезону обележава сува клима која је обележена високим врућинама и сушом због југа. Температуре варирају у зависности од положаја, надморској висини и близини Средоземног мора. Просечне температуре за целу земљу варирају од 12 °C до 30 °C. Земљу карактерише врло велики број сунчаних сати (око 3000 сати годишње). У подручјима планина Крумири могуће су температуре око 0 °C зими и око 50 °C лети у пустињским подручјима.

### Важнији градови
Стопа урбанизације у Тунису је 64,9% (2005) и годишње се повећава стопом од 3,6%. Најурбанизованија су подручја Туниса и Сахела (средњоисточни дио земље) који располажу развијеном господарском структуром и садржавају више од 40% урбаног становништва. Ове две регије представљају свака више од петине становништва земље. Најважнији градови су:
- Тунис : 728.453 становника (2.083.000 у подручју Ширег Туниса (Гранд Тунис))
- Сфакс : 265.131 становника (500.000 у подручју Ширег Сфакса (Гранд Сфакс))
- Сус : 173.047 становника (400 000 у подручју Ширег Суса (Гранд Сус))
- Керуан : 117.903 становника
- Гебес : 116.323 становника
- Бизерт : 114.371 становника
- Аријана : 97.687 становника